# 大观园商场
大观园商场，位于山东省济南市市中区纬二路49号，为济南市具有代表性的老字号商场之一。
大观园商场在历史上颇为著名，故周边地区在行政上亦命名为大观园街道。

## 历史

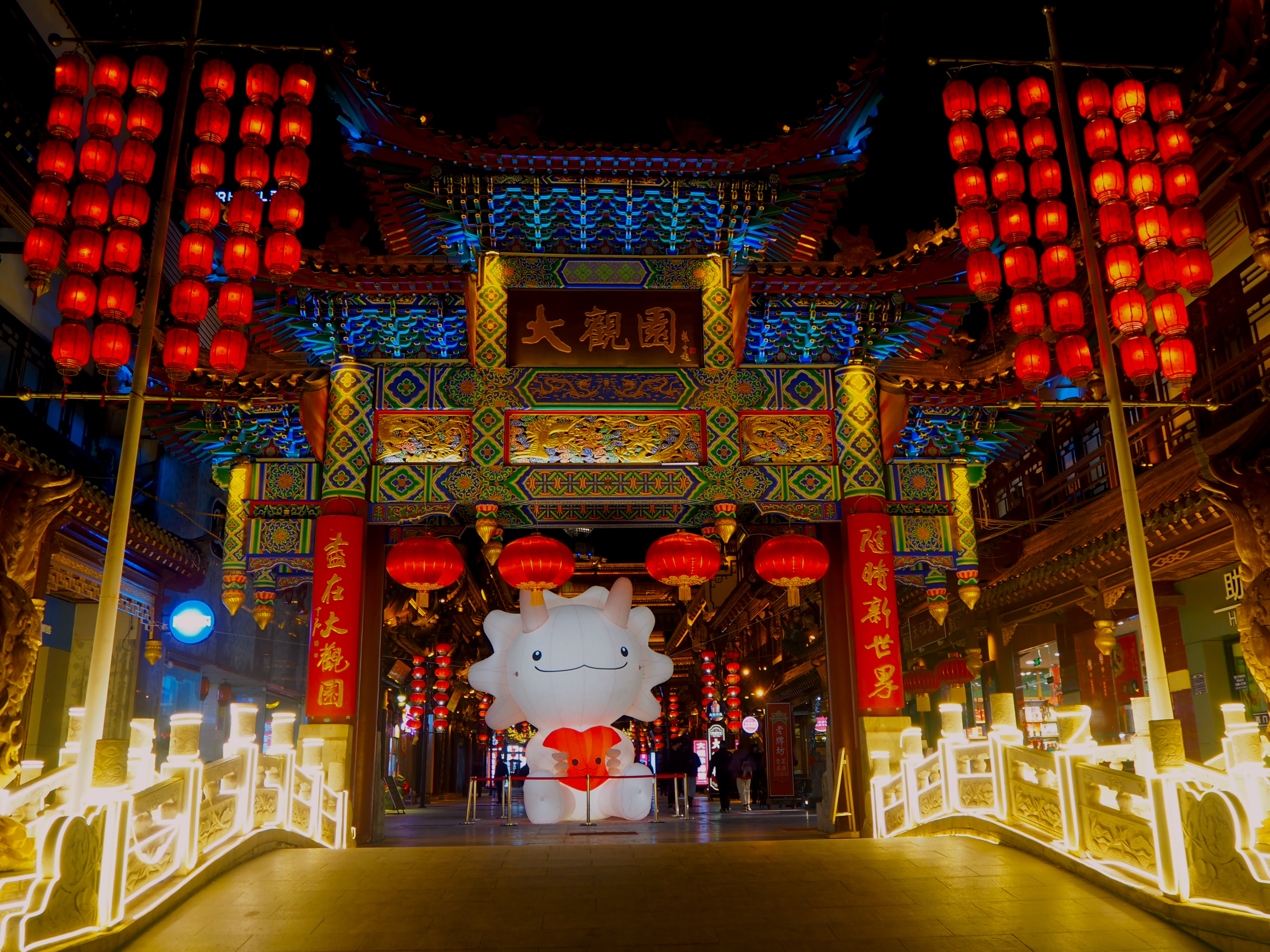
2024年的大观园北门

大观园商场所在地原为济南商埠区内一片荒地，最初属于曾任山东都督的靳云鹏之弟、国民军上将靳云鹗。1930年，靳云鹗派杨既清从天津来济，但无力经营，遂租给投机商人张仪亭，张仪亭与来自诸城的商人范云峰合作，仿照上海大世界兴建娱乐场所，借《红楼梦》中大观园之典故命名为“大观园”，亦有此地无所不包、无奇不有之意。1931年9月26日（中秋节），大观园开业。
最初设计时，张仪亭是希望将大观园按南北区分为内、外市场，设正门于经四路南侧。外市场修建诸如酒馆、布店、杂货、糖果糕点等各类铺房；内市场则修建四大剧场，正面开设妓院，中心建大型花园，花园上空架设天桥。这样，从商场北门进园，可登天桥仰观全场四周景色，俯察花园店铺全貌。然而开业一年经营不善，张遂把未建完的第二剧场租给商人王增元，改建为有声电影院。鼎盛时期，大观园内至少有200多户商贩艺人。
靳云鹗见大观园生意渐佳，停止向张仪亭担保，并要求张负担一直以来赊欠的建材款，然最终大观园于1935年春被济南地方法院裁定拍卖，靳、张二人都未得到，落入一地产公司手中。
1940年春，一场大火烧毁大观园南区大部建筑，1941年5月，北区几乎又被烧净。在此期间，张仪亭又收回了大观园。1943年，晨光茶社开业。
1951年，张仪亭与其子张焕德被逮捕，大观园被充公。此后大观园进行了有计划的改造和扩建，拆除旧房棚屋、扩展道路、修建门市楼房，并调整布局，使内外两个市场完全连成一片，一度成为济南最大的综合性商场，更与人民商场（今振华商厦）、济南第一百货、济南百货大楼、山东华联（今银座商城八一店）并称为济南商业界的“五朵金花”（亦是唯一以原名存续至今者），荣膺“中华老字号”称号。1990年大观园第一次扩建，建成5层高的营业大楼；1997年第二次扩建，将大楼扩展至12层。
2004年底起，大观园再次整修，以上海城隍庙和南京夫子庙为蓝本兴建仿古建筑及外立面，招揽更多老字号，力图将自身定位为富有文化气息的购物街区。2009年与长春欧亚集团重组，从此称为欧亚大观园。原本大观园瞄准的消费群体多为中老年人，近年有意吸引更多年轻人，并利用老字号品牌和非遗文化招揽顾客。

## 经营业态
民国年间的大观园定位为以娱乐为主的综合商业区，类似于今天的商业综合体。除零售业外，其设有剧场、电影院、评戏舞台、书场、摔跤场等，亦开设有天丰园、老马家馆、扁食楼、赵家干饭铺、半里香旋饼铺、北京馆、大观楼等食肆。至人民共和国时期，大观园转型为以购物为主，售卖食品、化妆品、针织、男女服装、男女鞋品、黄金珠宝、古玩字画等，除电影院外的剧场均被拆除。1997年第二次扩建后，在新楼11层、12层新开了游乐场及观景平台，9层和10层作为办公楼出租，6-8层包含美容美发、亲子教育等非零售业态。2006年7月，晨光茶社在大观园复业。
如今大观园分南北两区，以一条窄巷区隔，北区多仿古建筑，主营餐饮、文创产品等，并设有文化曲艺设施；南区则为购物中心。